# La Belle Strasbourgeoise
La Belle Strasbourgeoise est une peinture à l'huile sur toile réalisée par Nicolas de Largillierre en 1703, et conservée au Musée des Beaux-Arts de Strasbourg, en France. Son numéro d'inventaire est le 2146.

## Seconde version du tableau
Une seconde version de La Belle Strasbourgeoise, très proche de celle du Musée des Beaux-Arts de Strasbourg, a été acquise le 15 septembre 2020 pour 1 570 000 €. Elle figurait dans la collection de l’industriel Paul-Louis Weiller dont une partie a été dispersée chez Christie’s à Paris. Réalisée en 1703, elle était estimée entre 600 000 et un million d’euros. En atteignant un total (frais inclus) de 1 570 000 €, cette autre version de La Belle Strasbourgeoise a établi un record pour l’artiste en vente publique.